# Talvelansaari
Talvelansaari är en ö i Finland. Den ligger i sjön Polvijärvi och i kommunen Valtimo i den ekonomiska regionen  Pielinen-Karelen  och landskapet Norra Karelen, i den centrala delen av landet, 400 km nordost om huvudstaden Helsingfors. Öns area är 1,2 hektar och dess största längd är 240 meter i sydöst-nordvästlig riktning.